# Thaya
Thaya (în cehă Dyje, pronunție în cehă [ˈdɪjɛ]) este un râu din Cehia și Austria, afluent de dreapta al râului Morava. Curge prin regiunea Moravia de Sud din Cehia și prin Austria Inferioară în Austria. Este format din confluența râurilor Thaya germană și Thaya moravă. Împreună cu Thaya germană, care este principala sa sursă, Thaya are o lungime de 311 kilometri (193 mi). Fără Thaya germană, are o lungime de 235,4 kilometri (146,3 mi). În Cehia, Thaya este al șaptelea cel mai lung râu din țară, cu o lungime de 196,2 kilometri (121,9 mi).

## Etimologie
Ambele nume Thaya și Dyje își au originea în cuvântul ilir „duja”, care poate fi tradus ca „râu repezit” sau „râu năvalnic”. Prima mențiune scrisă despre Thaya apare în 985, când numele său a fost scris ca Taja.

## Caracteristici

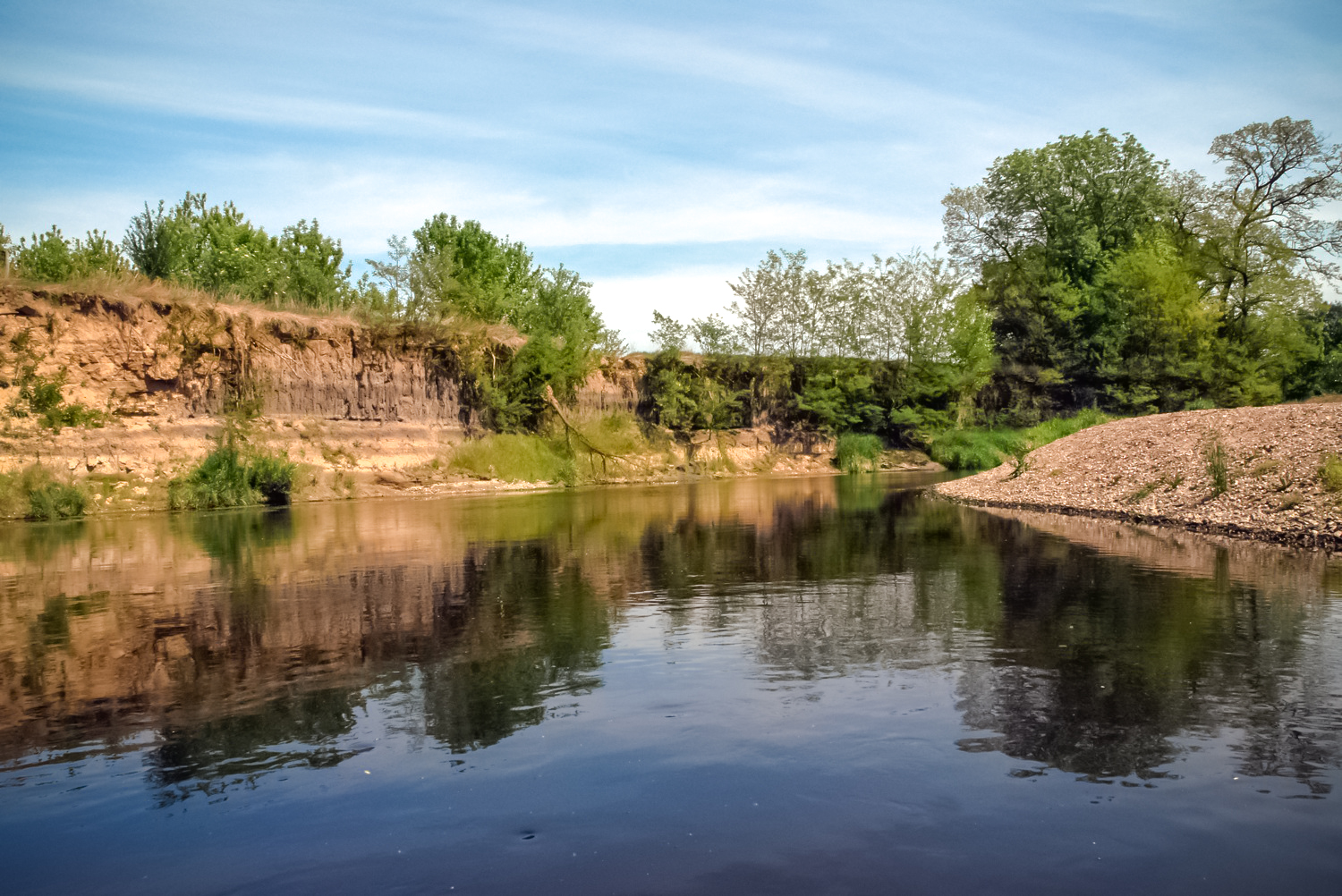
Thaya în Parcul Național Podyjí

Din punct de vedere al gospodăririi apelor, Thaya și Thaya germană sunt două râuri diferite, cu numerotare separată a kilometrilor de râu. Dintr-un punct de vedere mai larg, Thaya (ca Thaya germană) își are izvorul în teritoriul comunei Schweiggers⁠(d) din districtul Zwettl la o altitudine de 658 m (2.159 ft) și curge spre Lanžhot⁠(d), unde se varsă în râul Morava la o altitudine de 151 m (495 ft). Confluența dintre Thaya și Morava este cel mai sudic și cel mai jos punct al regiunii Moravia.
Thaya are o lungime de 311 kilometri (193 mi), din care 196,2 kilometri (121,9 mi) (inclusiv granița de stat austro-cehă) se află în Cehia, ceea ce îl face al șaptelea cel mai lung râu din țară. Bazinul său hidrografic are o suprafață de 13.419 kilometri pătrați (5.181 mi2), din care 11.160,8 kilometri pătrați (4.309,2 mi2) se găsesc în Cehia. Numele Thaya este folosit de la confluența râului Thaya germană cu Thaya moravă în Raabs an der Thaya⁠(d) și din acest punct până la confluența cu Morava, râul are o lungime de 235,4 kilometri (146,3 mi).
Thaya are 573 de afluenți. Cei mai lungi afluenți ai săi sunt:
| Nume afluent   | Lungime (km) | Afluent de |
| -------------- | ------------ | ---------- |
| Svratka        | 168,5        | stânga     |
| Kyjovka⁠(d)     | 88.1         | stânga     |
| Jevišovka      | 81,7         | stânga     |
| Thaya germană  | 75,8         | –          |
| Thaya moravă   | 68.2         | stânga     |
| Pulkau         | 61,0         | dreapta    |
| Želetavka⁠(d)   | 55,8         | stânga     |
| Trkmanka⁠(d)    | 41.7         | stânga     |
| Štinkovka      | 14.3         | stânga     |
| Gránický potok | 13.5         | stânga     |

Afluenți indirecți de dreapta notabili sunt pârâurile Včelínek (cu o lungime de 27,2 km) și Daníž (25,5 km), care se varsă în canalele artificiale ale râului Thaya.

## Așezări

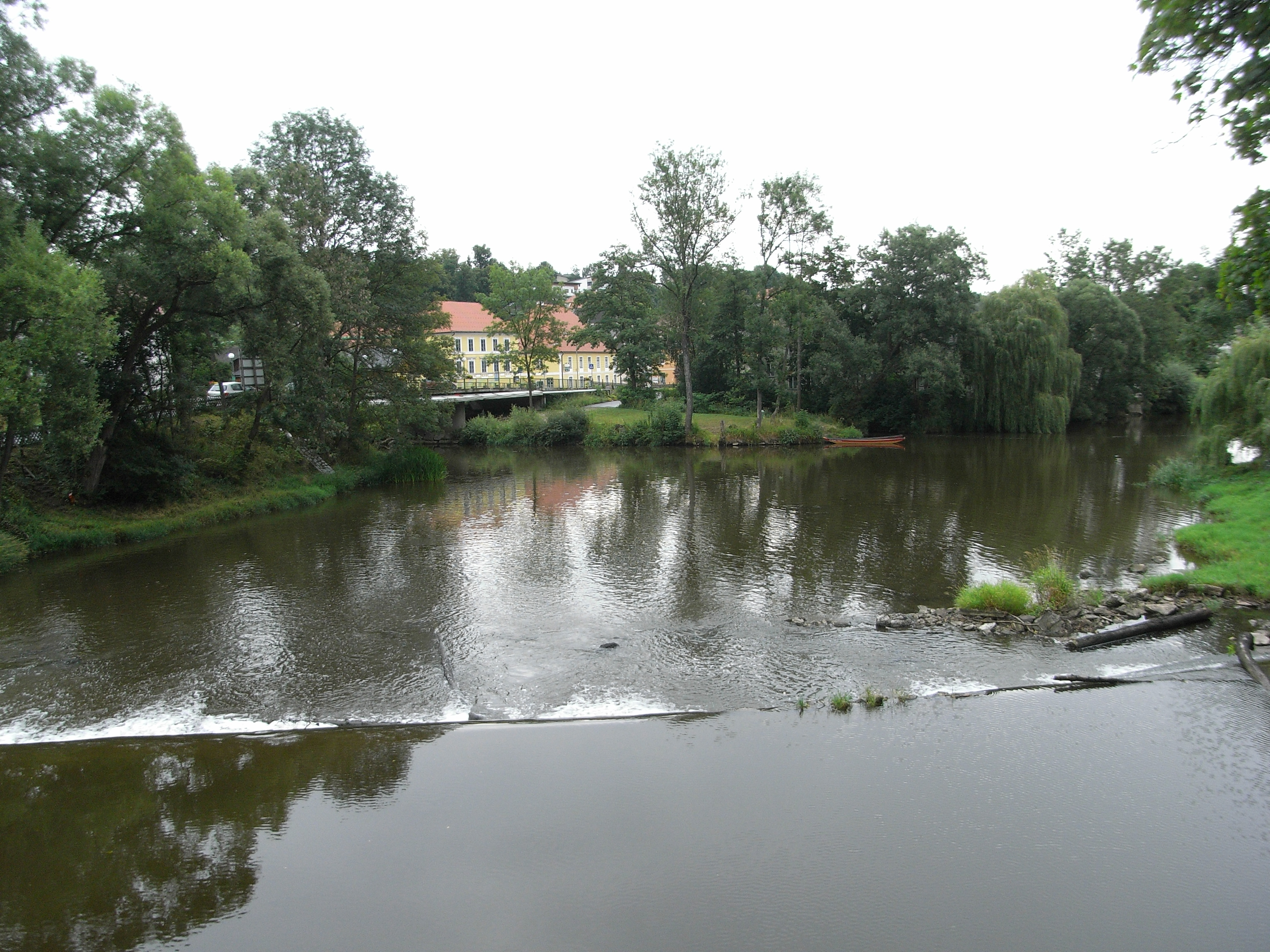
Confluența râului Thaya germană (dreapta) cu Thaya moravă

Cele mai populate așezări de pe râu sunt orașele Znojmo și Břeclav. Râul Thaya curge prin sau de-a lungul următoarelor comune: Raabs an der Thaya⁠(d), Ludweis-Aigen⁠(d), Japons⁠(d), Drosendorf-Zissersdorf⁠(d), Vratěnín⁠(d), Stálky⁠(d), Uherčice⁠(d), Podhradí nad Dyjí⁠(d), Oslnovice⁠(d), Starý Petřín⁠(d), Bítov⁠(d), Chvalatice⁠(d), Lančov⁠(d), Vranov nad Dyjí⁠(d), Horní Břečkov⁠(d), Hardegg⁠(d), Lukov⁠(d), Podmolí⁠(d), Havraníky⁠(d), Znojmo, Dobšice⁠(d), Dyje⁠(d), Tasovice⁠(d), Krhovice⁠(d), Strachotice⁠(d), Slup⁠(d), Valtrovice⁠(d), Křídlůvky⁠(d), Jaroslavice⁠(d), Hrádek⁠(d), Dyjákovice⁠(d), Laa an der Thaya, Hevlín⁠(d), Hrabětice⁠(d), Hrušovany nad Jevišovkou⁠(d), Wildendürnbach⁠(d), Jevišovka, Drnholec⁠(d), Brod nad Dyjí⁠(d), Dolní Dunajovice⁠(d), Pasohlávky⁠(d), Dolní Věstonice⁠(d), Pavlov⁠(d), Milovice⁠(d), Přítluky⁠(d), Bulhary⁠(d), Lednice⁠(d), Podivín⁠(d), Ladná⁠(d), Břeclav, Bernhardsthal⁠(d), Rabensburg⁠(d), Hohenau an der March⁠(d) și Lanžhot⁠(d).

## Corpuri de apă

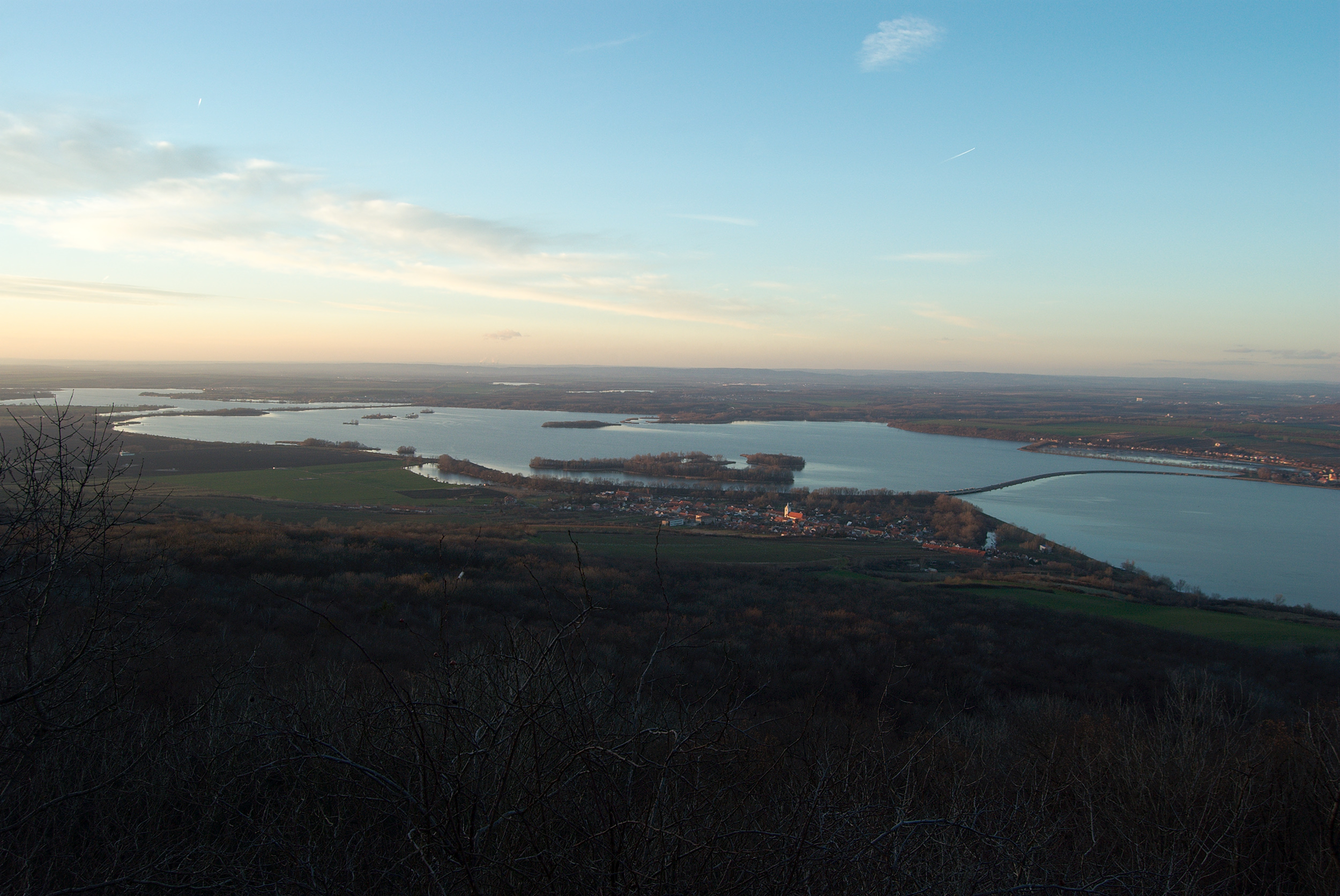
Cele trei rezervoare Nové Mlýny

În zona bazinului său hidrografic din Cehia se găsesc 7.225 de corpuri de apă. Cele mai mari dintre acestea sunt cele trei rezervoare Nové Mlýny, construite direct pe Thaya.
Alte rezervoare construite pe Thaya sunt lacurile de acumulare Znojmo și Vranov.

## Natură

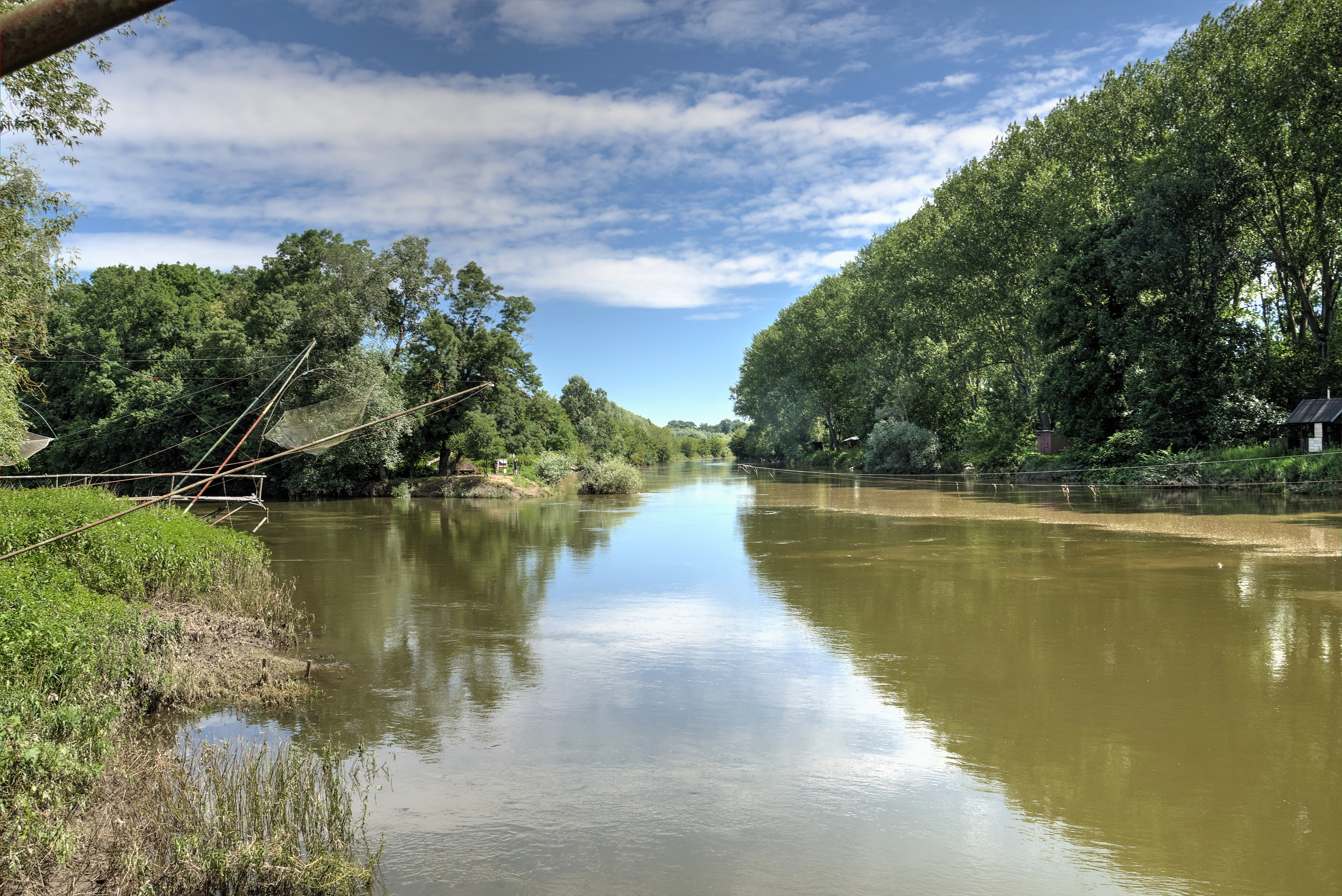
Confluența râurilor Thaya (stânga) și Morava

Râul curge prin parcurile naționale Podyjí și Thayatal. Printre speciile protejate care trăiesc în râu se numără racul-de-râu european și păstrăvul brun. Râul este și un loc de cuibărire al pescărușului albastru comun.
Zona de confluență dintre râurile Morava și Thaya, care include și multe bazine, lacuri și canale, este cel mai valoros sit ihtiologic din Cehia. Aproximativ 80% din speciile native de pești cehi pot fi găsite aici, iar 15% dintre acestea sunt endemice.

## Turism
Thaya este potrivit pentru turismul fluvial. O lungime de aproximativ 209 km (130 mi) a râului este navigabilă, incluzând aproape întregul curs din Cehia. Râul are suficientă apă pe tot parcursul anului și aparține râurilor potrivite pentru vâslașii mai puțin experimentați. Râul curge prin zonele turistice atractive ale parcurilor naționale Podyjí și Thayatal și prin Peisajul Cultural Lednice–Valtice, care este inclus în Lista Patrimoniului Mondial UNESCO.